# ティモンとプンバァのジャングルゲーム
『ティモンとプンバァのジャングルゲーム』（Timon & Pumbaa's Jungle Games） は、1995年に発売されたコンピュータゲームであり、アニメ映画『ライオン・キング』のキャラクター、ティモンとプンバァを主題としたミニゲーム集である。本作は7th Levelが開発し、1995年にディズニー・インタラクティブ・スタジオが"Disney Gamebreak"の一環としてMicrosoft Windows用ソフトとして発売した 。本作は Windows 3.1, 95向けだが、後継OSであるWindows 98, Me および Windows XPにも対応するようになった。
Super Nintendo Entertainment System への移植はTiertexが担当し、THQから発売された。北米では1997年11月に発売された一方、PAL地域では1998年に発売された。

## 内容
本作はジャングルアーケードを舞台にティモンとプンバァをはじめとする『ライオン・キング』のキャラクターたちが登場するミニゲーム集であり、以下のミニゲームが収録されている。
※括弧内は日本語版での名称
Jungle Pinball（ジャングル・ピンボール）
プランジャー役の蛇がボールを発射し、動物たちをバンパーに見立てたピンボール。
Burper（バーパー・パニック）
プンバァがゲップで落下物を撃ち落としながら、地面を這ってくる敵も尻尾で叩くシューティングゲーム。
Hippo Hop（ヒッポー・ホップ・ジャンプ）
フロッガー調にティモンが丸太や動物たちに飛び乗っていく川渡りゲーム。
Bug Drop
『ぷよぷよ』調の落ちものパズル。ディズニー・インタラクティブがコンパイルとライセンス契約を結んだ上で制作した。スーパーファミコン版と日本語Windows版では削除されている。
Slingshooter（バンブー・シューター）
スリングショットを用いて、敵やハリボテの動物などを見定めて木の実で撃つシューティングゲーム。

これらのミニゲームは進めるにつれて難易度が上昇するとともに、終わりがない為ひたすらハイスコアを狙えるようになっている。

## 開発
本作は1995年6月に発表された。開発期間は4か月半であり、7th Levelが自社開発したゲームエンジン『Top Gun』を用いて制作したことによって開発期間を通常の半分以下に短縮することが出来たという。
本作のアニメーション要素はAdobe PhotoshopとMetroLight Studiosが開発したデジタル作画彩色システムを用いて制作され、およそ1万フレームで構成されている。これらのフレームを『Top Gun』により毎秒24コマのアニメーションとして映し出す仕組みとなっている。
7th Levelのアニメーション担当バイスプレジデントで、過去にディズニーでの勤務経験があるダン・クエンスターが本作のアニメーションの統括者として携わった。クエンスターによると本作の中で最も手が込んだのはピンボールで、ボールのあらゆる進行方向に合わせて背景要素は約80枚、アニメーション効果は数百用意した旨をComputer Graphics World誌に対して述べている。

## 評価
サン・センチネル誌、クリスチャン・サイエンス・モニター誌によれば、ゲップなど下品な要素が存在することから教育的・社会的価値のあるゲームとは言えないが、その様な要素に興味のある子供の好奇心を満たし、一方ピンボールでは爆笑を誘う演出もある。5分ゲームのつもりがそれを超えて子供が熱中するほどだったとし、サウンドやアニメーションも併せて好意的に評価している。
グローブ・アンド・メール誌は、動物の尻がバンパーになるピンボールは下品だが特に面白く、子供の爆笑を誘うと評した。またアニメーションがよく出来ていて、Windows 95でスムーズに動作したとしている。

## 売り上げ
本作は175,000部売り上げた。